# All I Need to Hear
All I Need to Hear è un singolo del gruppo musicale inglese The 1975, pubblicato il 21 settembre 2022 come quarto estratto dal quinto album in studio Being Funny in a Foreign Language.

## Tracce
- Download digitale

Testi e musiche di Matthew Healy, George Daniel, Jamie Squire, Rob Milton.
1. All I Need to Hear – 3:30

## Video
Il videoclip della canzone è stato diretto da Samuel Bradley ed è stato pubblicato il 21 settembre 2022 in concomitanza con il singolo.